# Панков, Михаил Михайлович
Михаил Михайлович Панков (8 октября 1921 года, Тверская губерния — 21 декабря 1981 года) — механик-водитель танка Т-34 16-й танковой бригады, старшина — на момент представления к награждению орденом Славы 1-й степени.

## Биография
В 1939 году окончил школу-десятилетку в городе Рыбинске Ярославской области. Уехал в город Ленинград, стал студентом политехнического института. Но учиться пришлось недолго.
В 1939 году с первого курса был призван в Красную Армию и направлен в учебный танковый полк, который дислоцировался в городе Луге. После кратковременного обучения получил специальность механиком-водителем танка. Служил в танковой части Ленинградского военного округа механиком-водителем легкого танка БТ-7.
В боях Великой Отечественной войны с июня 1941 года. Первый бой принял под городом Островом. Легкие танки БТ-7 прямо с платформ уходили в бой. В дальнейшем воевал на Волховском фронте. За первые три месяца войны трижды горел в танке, был два раза ранен, но всегда возвращался в строй.
В декабре 1941 года, после очередного ранения, прошел переподготовку на более современный танк — Т-34. На броне новой машины он написал «За Родину.», «За Ленинград.». Член ВКП/КПСС с 1943 года. В составе 16-й танковой бригады участвовал в обороне Ленинграда, прорыве блокады, освобождал новгородскую и псковскую землю.
В начале января 1944 года в боях за освобождение Новгородской области, экипаж в составе которого был старший сержант Панков, в бою у деревни Подберезье, участвовал в атаке вражеской колонны. В скоротечном бою танкисты уничтожили несколько десятков автомашин и много противников, подбили два танка. Когда к месту боя подошли остальные «тридцатьчетверки» полка, колонна была почти уничтожена.
15 января в бою в 20 км севернее города Новгород Панков был вынужден покинуть танк, подожженный вражеским снарядом. Несмотря на ранение, заменил в другом экипаже вышедшего из строя механика-водителя и продолжал уничтожать огнём и гусеницами живую силу и боев, технику врага. Приказом от 31 января 1944 года старший сержант Панков Михаил Михайлович награждён орденом Славы 3-й степени.
17-25 июля 1944 года в боях северо-западнее села Новгородка старшина Панков с экипажем подавил 5 вражеских орудий, минометную батарею, 13 огневых точек, уничтожил 6 мотоциклов и много солдат и офицеров. Приказом от 24 августа 1944 года награждён старшина Панков Михаил Михайлович орденом Славы 2-й степени.
15-16 апреля 1945 года в боях за город Ротенбург старшина Панков с экипажем одним из первых преодолел реку Нейсе и участвовал в захвате плацдарма на её левом берегу. Вывел из строя 2 пушки противника, подавил 8 огневых точек, истребил до 15 противников.
Указом Президиума Верховного Совета СССР от 27 июня 1945 года за образцовое выполнение заданий командования в боях с немецко-вражескими захватчиками старшина Панков Михаил Михайлович награждён орденом Славы 1-й степени. Стал полным кавалером ордена Славы, но об этой награде тогда не узнал.
В 1945 году демобилизован. Вернулся в город Рыбинск. Работал в ремесленном училище военруком. В 1948 году окончил машиностроительный техникум с отличием. По направлению уехал в город Гатчину Ленинградской области на завод бумагоделательных машин. Работал мастером, технологом цеха. В 1963 году заочно окончил Ленинградский политехнический институт, с первого курса которого когда-то был призван в армию.
Только через 20 лет после Победы ветерану была вручена последняя боевая награда — орден Славы 1-й степени.
Продолжал работать главным инженером на том же заводе В 1973 году окончил институт повышения квалификации руководящего состава. Скончался 21 декабря 1981 года. Похоронен на Новом Городском кладбище в городе Гатчине.

## Награды
Награждён орденами Красной Звезды, Славы 3-х степеней, медалями.